# Kabupaten des monts Arfak
Le kabupaten des monts Arfak (en indonésien : Kabupaten Pegunungan Arfak) est une subdivision administrative de la province de Papouasie occidentale en Indonésie. Son chef-lieu est Anggi.

## Géographie
Le kabupaten s'étend sur 2 774,73 km2 dans le nord-ouest de la province et ne possède pas de façade maritime. Il comprend les dix districts (kecamatan) d'Anggi, Anggi Gida, Catubouw, Didohu, Hingk, Membey, Minyambouw, Sururey, Taige et Testega. Il est limitrophe des kabupaten de Manokwari au nord et à l'ouest, de Manokwari du Sud à l'est et de la baie de Bintuni au sud.

## Histoire
Il est créé le 17 novembre 2012 à partir de dix districts détachés du kabupaten de Manokwari.

## Démographie
La population s'élevait à 23 877 habitants en 2010 et 38 941 habitants en 2020.